# 亀姫 (妖怪)

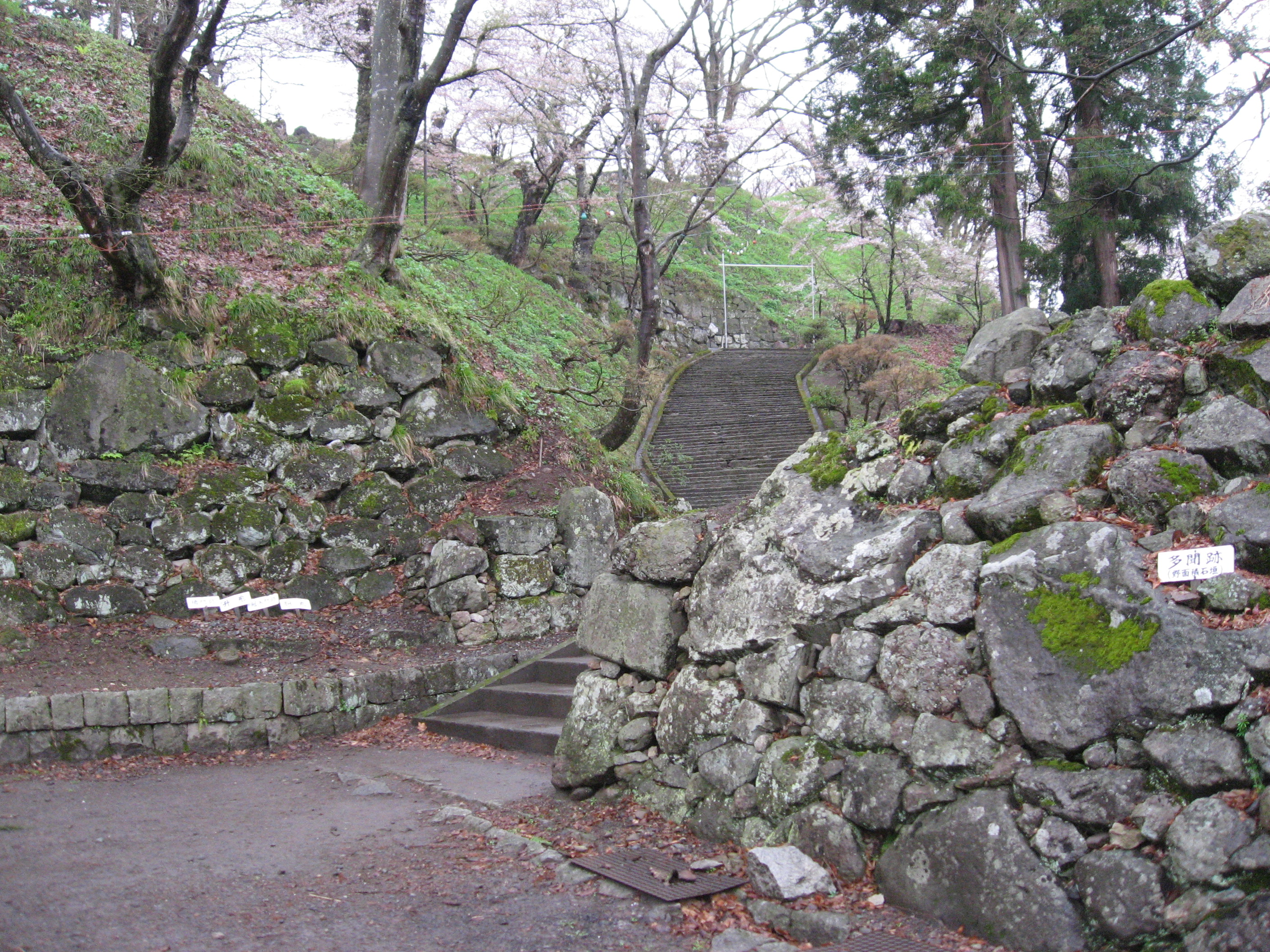
猪苗代城の大手口

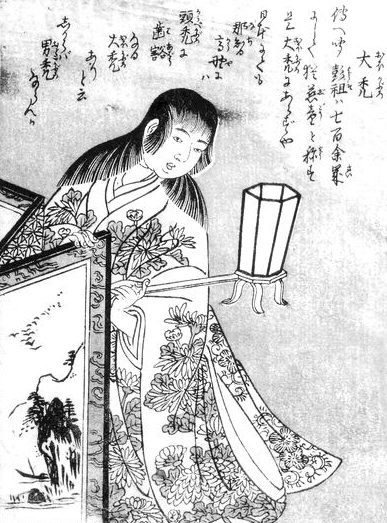
参考 : 鳥山石燕『今昔画図続百鬼』より「大禿」。水木しげるによる「亀姫」の妖怪画には、この模写画が用いられている。

亀姫（かめひめ）は、福島県猪苗代町の猪苗代城（亀ヶ城）に住みついていたとされる妖怪。江戸時代中期の奇談集『老媼茶話』の3巻「猪苗代の城化物」に名が見られる。

## 概要
『老媼茶話』には、以下のような亀姫の奇談が述べられている。
1640年（寛永17年）。当時の猪苗代城の城主は会津藩の第2代藩主・加藤明成であり、堀部主膳という者が城代を務めていた。
12月のある日、堀部主膳が一人でいるところへ見知らぬ禿頭の子供が現れ「お前はまだ城主に挨拶をしていない。今日は城主が会ってやるとのことだから、急いで準備をしろ」と言った。
主膳は「この城の主は我が主人・加藤明成、城代はこの主膳であり、他に城主などいない」と言い返して睨みつけた。すると子供は笑い「姫路のおさかべ姫と猪苗代の亀姫を知らないのか? お前の命運はすでに尽きた」と言い残して姿を消した。
年が明け、正月の朝。主膳が城の広間へ行くと、自分の席には棺桶や葬儀の道具などが置かれていた。家来たちに尋ねても、何者の仕業かはわからなかった。その日の夕方には、どこからか大勢で餅をつくような怪音が響くなどの怪異があった。その正月の18日、主膳は便所で倒れ、2日後に息を引き取った。
同年の夏のこと。7尺（約2.1メートル）もの大入道が田のそばで水を汲んでいた。それを見た城の武士が一刀のもとに斬り捨てると、それは大きな狢だった。以来、城で怪異が起ることはなかったという。
「姫路のおさかべ姫」とは姫路城の天守に住んでいたとされる妖姫・長壁姫のことであり、亀姫は長壁姫の妹とされている。この話をもとにした泉鏡花の戯曲『天守物語』でも、亀姫は主人公・富姫（長壁姫）の妹という設定であり、姫路城の姉のもとへ遊びに行く際、男の生首を土産に持参するなどの描写がみられる。